# El Fresno, Zacatecas
El Fresno är en ort i Mexiko.   Den ligger i kommunen Sain Alto och delstaten Zacatecas, i den centrala delen av landet, 600 km nordväst om huvudstaden Mexico City. El Fresno ligger 2 185 meter över havet och antalet invånare är 836.
Terrängen runt El Fresno är platt åt sydost, men åt nordväst är den kuperad. Runt El Fresno är det glesbefolkat, med 11 invånare per kvadratkilometer. Närmaste större samhälle är Sain Alto, 14,0 km sydost om El Fresno. Omgivningarna runt El Fresno är i huvudsak ett öppet busklandskap.